# Gruppe Kulturrevolution
Die Gruppe Kulturrevolution (eigentlich Zentrale Gruppe Kulturrevolution; chinesisch 中央文革小组, Pinyin Zhōngyāng wéngé xiǎozǔ) wurde im Mai 1966 als Nachfolgeorganisation des Sekretariats des Zentralkomitees der Kommunistischen Partei Chinas und der Fünfergruppe gegründet und war zunächst direkt dem Ständigen Ausschuss des Politbüros der Kommunistischen Partei Chinas unterstellt. Die Gruppe bestand hauptsächlich aus radikalen Anhängern Maos, darunter Chen Boda, Maos Ehefrau Jiang Qing, Kang Sheng, Yao Wenyuan, Zhang Chunqiao, Wang Li und Xie Fuzhi. Sie spielte in den folgenden Jahren eine zentrale Rolle in der Kulturrevolution und wurde eine Zeit lang zur faktischen Machtzentrale Chinas – eine Funktion, die sonst der Ständige Ausschuss des Politbüros innehatte. Die Mitglieder der Gruppe waren darüber hinaus an vielen großen Ereignissen der Kulturrevolution beteiligt.

## Vorgeschichte und Entstehung

### Fünfergruppe
Während einer Zusammenkunft des Politbüros im Januar 1965 rief Mao die Führer der Kommunistischen Partei dazu auf, in China eine „Kulturrevolution“ einzuleiten. Die Versammlung begründete eine Körperschaft, die als „Fünfergruppe“ bekannt wurde und die die Kulturrevolution in Gang setzen sollte. Vorsitzender der Gruppe wurde Peng Zhen, der im Politbüro den fünfthöchsten Rang bekleidete. Weitere Mitglieder waren Lu Dingyi, Wu Lengxi und Kang Sheng; der letztgenannte war der einzige zuverlässige Anhänger Maos in der Gruppe. Die Fünfergruppe wurde zunächst wenig aktiv. Erst im Frühjahr 1966 begann sie, Publikationen von Yao Wenyuan und anderer Radikaler zu zensieren, die eine akademische Diskussion über Wu Hans Schauspiel Hai Rui wird seines Amtes enthoben ins Politische gewendet hatten. Mao, der diese Diskussion selbst ermutigt hatte, empfand die Arbeit der Fünfergruppe als wenig hilfreich. Nachdem er im Frühjahr 1966 nach Peking zurückgekehrt war, wurde die Gruppe in einem Rundschreiben des Zentralkomitees formal aufgelöst:

„Das Zentralkomitee hat entschieden, […] die ‚Mit der Kulturrevolution beauftragte Fünfergruppe‘ aufzulösen und eine neue Gruppe Kulturrevolution direkt unter dem Ständigen Ausschuss des Politbüros einzusetzen.“

### Gruppe Kulturrevolution
Die Fünfergruppe wurde sofort aufgelöst und Peng Zhen geriet unter Vorwurf, den Lauf der Kulturrevolution behindert zu haben. Kurz nach dem 16. Mai wurde er all seiner Ämter enthoben, und die Kontrolle über die Hauptstadt übernahmen Gefolgsleute Maos. Zum Leiter der neuen „Gruppe Kulturrevolution“, die direkt dem Ständigen Ausschuss des Politbüros unterstellt war, wurde Chen Boda berufen. Die Gruppe bestand zunächst aus 15 bis 20 Personen, darunter Yao Wenyuan, Zhan Chinqiao, Qi Benyu, Wang Li und Xie Fuzhi. Stellvertretende Vorsitzende wurde Maos Ehefrau Jiang Qing, und Kang Sheng beriet die Gruppe. Obwohl Chen Boda der Gruppe formal vorstand, wurde es Zhou Enlai, der ihre Versammlungen leitete; Zhou hatte hier eine machtvolle Position inne und konnte für die gesamte Gruppe sprechen, ohne dies mit ihr abstimmen zu müssen.

## Rolle in der Kulturrevolution
Die Gruppe Kulturrevolution sollte die Kulturrevolution führen, und ihr war viel von der Macht und dem politischen Prestige des Zentralkomitees und des Politbüros verliehen worden. Als am 5. September die Volksbefreiungsarmee angewiesen wurde, die Ordnung in China wiederherzustellen, war diese Anordnung sowohl von der Gruppe Kulturrevolution als auch vom Zentralkomitee, vom Staatsrat und von der Kommission für Militärangelegenheiten unterzeichnet. Darüber hinaus besaß die Gruppe theoretisch Macht über die Volksbefreiungsarmee; einige Armeekommandanten entwickelten bald allerdings soviel politische Macht, dass sie oft unabhängig von der Gruppe handeln konnten. Für ihre Büros hatte die Gruppe bis 1969 den gesamten Diaoyutai-Komplex zur Verfügung, eine Wohnanlage in Peking, die 1959 anlässlich des 10. Jahrestages der Gründung der Volksrepublik China für ausländische Besucher erbaut wurde. Mao ließ von der Gruppe (ebenso wie von Lin Biao und Zhou) außerdem all seine Dokumente absegnen, nicht jedoch von anderen Mitgliedern des Ständigen Ausschusses. Die Gruppe Kulturrevolution übernahm auf diese Weise nach und nach die politische Statur und Bedeutung des Ständigen Ausschusses.
Die Gruppe Kulturrevolution steuerte den Verlauf, den die Kulturrevolution nehmen sollte, in den gesamten ersten Jahren. Da Mao ihr den Rücken deckte, hatten ihre Anordnungen erhebliches Gewicht. Nachdem es in Wuhan im Juli 1967 zu bewaffneten Auseinandersetzungen gekommen war, schlug Jiang Qing in einer Rede vor, dass die Roten Garden sich bewaffnen sollten, was dazu führte, dass Rebellengruppen sich in großem Umfang Waffenausrüstung der Volksbefreiungsarmee aneigneten. Wang Li und andere Radikale in der Gruppe verlangten – wieder auf ein Stichwort von Jiang Qing hin – auch die Entfernung „revisionistischer Elemente“ aus der Volksbefreiungsarmee. Widerstand fand die Gruppe mit ihrem radikalen Konzept von der Kulturrevolution jedoch in Zhou und seinen Unterstützern, die bei aller Hingabe an die Revolution eine konservativere Auffassung vertraten und stärker an Stabilität und dem Erhalt wenigstens einer gewissen Form von Regierung interessiert waren.
Die Gruppe Kulturrevolution nahm darüber hinaus noch einige weitere Funktionen wahr. Ihre „Gruppe Kunst und Literatur“, die von Jiang Qing geleitet wurde, übernahm die Aufgaben des im Mai 1967 aufgelösten Kulturministeriums. Die Gruppe arbeitete außerdem mit der Gruppe Falluntersuchung (Central Case Examination Group) zusammen, einer 1966 gegründeten Organisation, die Verbrechen und Fehler untersuchte, die hochrangigen Parteimitgliedern zur Last gelegt wurden. Praktisch alle Mitglieder der Gruppe Kulturrevolution gehörten auch der Gruppe Falluntersuchung an.
Eine besondere Rolle spielten die Mitglieder der Gruppe Kulturrevolution auch in zwei bedeutenden Ereignissen des Jahres 1967: der Kommune Shanghai und den Kämpfen um die Stadt Wuhan.

### Die Kommune Shanghai
Zwei der Mitglieder der Gruppe Kultur haben eine bedeutende Rolle in der Kommune Shanghai gespielt. Zhan Chunqiao hatte als Sekretär des Parteikomitees von Shanghai enge Verbindungen zu dieser Stadt und wurde darum im November 1966 nach Anting entsandt, um dort in einer Auseinandersetzung zwischen Arbeitergruppen zu vermitteln. Anfang Januar 1967 reiste er gemeinsam mit Yao Wenyuan, der ebenfalls der Gruppe Kulturrevolution angehörte, erneut nach Shanghai, um dort nach dem Sturz des alten Parteiapparats eine neue Ordnung zu errichten. Anfang Februar wurde er Leiter der neu gegründeten Kommune Shanghai. Da die Rechtmäßigkeit der Führung dieser Kommune umstritten war und auch die Parteizentrale ihre generelle Auffassung über Kommunen gerade änderte, wurde die Kommune Shanghai schon nach einem knappen Monat wieder aufgelöst.

### Die Kämpfe um Wuhan
Obwohl die Gruppe Kulturrevolution Gewaltanwendung verboten hatte, wurde die Stadt Wuhan im Juli 1967 Schauplatz der bewaffneten Auseinandersetzungen zweier großer rivalisierender Rebellengruppen: der „Millionen Helden“ und der „Generalhauptquartiere der Arbeiter von Wuhan“ (Wuhan Workers’ General Headquarters). Die letztgenannte Gruppe, die 400.000 Personen stark war, wurde von den „Millionen Helden“ belagert. Diese wurden von Chen Zaidao, einem örtlichen Kommandanten der Volksbefreiungsarmee, mit Waffen und Soldaten unterstützt. Zhou Enlai befahl Chen, die Belagerung aufzugeben, und als Chen dies ignorierte, wurden Wang Li und Xie Fuzhi nach Wuhan entsandt, um die Krise beizulegen. Sie befahlen der Volksbefreiungsarmee am 19. Juli, nicht mehr die „Millionen Helden“, sondern die „Generalhauptquartiere“ zu unterstützen. Der Versuch scheiterte: Xie wurde von der Volksbefreiungsarmee am nächsten Morgen verhaftet, und Wang wurde von den „Millionen Helden“ gekidnappt und misshandelt. Zhou entsandte nach Wuhan weitere Einheiten der Volksbefreiungsarmee, die Chen schließlich zur Aufgabe zwangen, und Xie und Wang kehrten als Helden nach Peking zurück.

## Sturz und Ende
Im Verlaufe der ersten beiden Jahre der Kulturrevolution kam es zwischen der Gruppe Kulturrevolution und der Volksbefreiungsarmee zu wachsenden Spannungen, weil die Volksbefreiungsarmee die von der Gruppe Kulturrevolution geförderten Rebellengruppen und Roten Garden zunehmend unterdrückte. Im Oktober 1967 hatte die Volksbefreiungsarmee so an Einfluss gewonnen, dass die Gruppe Kulturrevolution unterging. Im November stellte ihre radikale Parteizeitung, Rote Flagge, das Erscheinen ein. Nachdem im Sommer 1967 viele bewaffnete Konflikte zwischen Rebellengruppen, anderen Gruppen und der Volksbefreiungsarmee ausbrachen, wurden führende Mitglieder der Gruppe als Sündenböcke für diese Probleme benannt. Einzelne Personen, darunter Wang Li, wurden mit dem Korps Sechzehnter Mai in Verbindung gebracht, einer Gruppe, die die Kulturrevolution angeblich unterwanderte, um Anarchie zu schaffen und die Macht an sich zu reißen. Obwohl Wang und andere innerhalb der Gruppe Kulturrevolution wahrscheinlich wirklich eine Fraktion Sechzehnter Mai gebildet haben, gibt es wenig Hinweise darauf, dass sie eine Machtergreifung geplant haben.
Der Sturz der Gruppe Kulturrevolution ist auch darauf zurückgeführt worden, dass Mao vom Februar 1967 an in seiner Auffassung von der Kulturrevolution moderater geworden ist. Diejenigen Kräfte, die weiterhin den ursprünglichen Zielen verbunden blieben, erschienen damit als so weit links stehend, dass sie wegen ihres Radikalismus ausgegrenzt werden konnten. Im September 1967 ließ Mao einige radikale Mitglieder der Gruppe Kulturrevolution, darunter Wang Li und Guan Feng, verhaften; im Rahmen eines neuen Feldzugs gegen „Ultra-Linke“ wurden
am Ende der Kulturrevolution auch fast alle übrigen verhaftet. Jiang Qing blieb bis zu Maos Tod im Jahre 1976 unbehelligt.
Die Gruppe Kulturrevolution bestand auch nach den Verhaftungen 1967 fort, spielte in der Kulturrevolution aber nur noch eine geringe Rolle. So wurden die verbliebenen Mitglieder im Oktober 1968 eingeladen, an der Zwölften Vollversammlung des Achten Zentralkomitees teilzunehmen, wo Liu Shaoqi, der bis dahin Staatspräsident gewesen war, offiziell aus der KPCh ausgeschlossen wurde. Die Gruppe wurde niemals offiziell aufgelöst, hörte aber bald nach dem 9. Parteitag der KPCh im Frühjahr 1969 auf zu existieren.